# Saeed Al Kathiri
Saeed Salem Saleh Salem Al Kathiri in arabo سعيد الكثيري;‎? (Abu Dhabi, 28 marzo 1988) è un calciatore emiratino, attaccante dell'Al-Wahda Sports Cultural Club.